# Phantasy Star Collection
 (avril 2020).
Si vous disposez d'ouvrages ou d'articles de référence ou si vous connaissez des sites web de qualité traitant du thème abordé ici, merci de compléter l'article en donnant les références utiles à sa vérifiabilité et en les liant à la section « Notes et références ».
Phantasy Star Collection (ファンタシースターコレクション, Fantashī Sutā Korekushon) est une compilation de jeu de rôle édité par Sega.
La version Saturn, développée par Sega AM7, est sortie uniquement au Japon et fait partie d'une série d'anciens jeux réédités sous le label Sega Ages.
La version Game Boy Advance a été développée par Sega, mais également par THQ pour la version américaine et Infogrames pour la version européenne[réf. nécessaire].
La compilation regroupe les titres de la série principale de Phantasy Star.

## Version Saturn
La version Saturn est le premier et le seul titre de la saga Phantasy Star à être sortie sur la console 32 bits de Sega. Il s'agit aussi de la première compilation de la série.

### Les titres disponibles
Le CD-Rom contient les quatre premiers titres de la saga :
- Phantasy Star (ファンタシースター, Fantashī Sutā?)(Version FM)
- Phantasy Star II (ファンタシースターII 還らざる時の終わりに, Fantashī Sutā II Kanrazaru Ji No Owari ni?)
- Phantasy Star III (時の継承者 ファンタシースターIII, Ji No Keishôsha Fantashī Sutā III?)
- Phantasy Star IV (ファンタシースター 千年紀の終りに, Fantashī Sutā Sennenki No Owari Ni?)

Pour Phantasy Star, il s'agit de la version FM sorti uniquement sur SEGA Mark III au Japon. Le FM est une fonctionnalité optionnelle de la Sega Mark III et une fonctionnalité intégrée de la version japonaise de la Sega Master System qui permet d'améliorer le son. 
Le jeu ne tourne pas en plein écran, mais dans un cadre bleu. La raison en est peut-être que la résolution d'écran entre un jeu 8 bits et 16 bits est trop différente.
Les titres Phantasy Star II, Phantasy Star III et Phantasy Star IV sont totalement identiques à leur version Mega Drive. On a tout de même le choix de jouer en vitesse normale ou accélérée. On a aussi la possibilité de sauvegarder 4 parties au lieu de 2 dans Phantasy Star III.

### Les Bonus
La version Saturn contient de nombreux bonus.
En plus des différents jeux disponibles, nous avons une galerie d'art divisée en deux parties : vidéos et illustrations.
- Vidéos : il s'agit des spots publicitaires japonais.
- Illustrations : Elle-même divisée en 4 parties : PSI (10 images), PSII (15 images), PSIII (23 images) et PSIV (167 images).

En dehors du jeu lui-même, la boîte est accompagné de 3 grandes cartes illustrées : Motavia (pour Phantasy Star II), Landen (pour Phantasy Star III) et Motavia (pour Phantasy Star IV) avec aux dos l'inventaire des objets et des magies.

## Version Game Boy Advance
La version Game Boy Advance n'est pas sorti au Japon, mais uniquement sur le sol américain et européen.
Par souci de mémoire sur la cartouche, elle ne contient que 3 titres : 
- Phantasy Star
- Phantasy Star II
- Phantasy Star III

Les jeux sont identiques à ceux sortis sur leur support d'origine, sans autre option possible. La résolution d'écran a été retravaillée, car l'écran Game Boy Advance est plus petit que celui d'un téléviseur.

### Les Bonus de la version Game Boy Advance
Côté bonus, la version américaine, distribuée par THQ, fut accompagnée d'un dépliant listant toutes les armes et autres objets de ces trois jeux.